# Sinar Helaowo
Sinar Helaowo is een bestuurslaag in het regentschap Nias Selatan van de provincie Noord-Sumatra, Indonesië. Sinar Helaowo telt 694 inwoners (volkstelling 2010).